# 유엔 안전 보장 이사회 결의 제83호
유엔 안전 보장 이사회 결의 제83호는 1950년 6월 27일에 채택되었으며, 유엔 회원국들이 한국을 도와 북한의 무력침략을 격퇴시키고 한반도 및 국제 평화를 지켜야 한다는 내용을 담았다.
결의안은 찬성 7표에 기권 2표, 반대 1표 및 불참 1표로 통과되었다.

## 전문
안전보장이사회는,
북한군에 의한 대한민국에 대한 무력공격이 평화의 침해행위를 구성한다고 판단하면서,
적대행위의 즉각적인 중단을 촉구하면서,
북한 당국에 즉각 38선 이북으로 군대를 철수할 것을 촉구하면서,
유엔 한국위원단의 보고서에서 북한 당국이 적대 행위를 중단하지도 않았고 38도선으로 군대를 철수하지도 않았으며, 국제 평화와 안전을 회복하기 위해서는 긴급한 군사 조치가 요구된다는 점에 유의하면서,
대한민국이 평화와 안보를 확보하기 위한 즉각적이고 효과적인 조치를 유엔에 호소하는 점을 유의하면서,
유엔 회원국들이 무력 공격을 격퇴하고 국제 평화와 해당 지역의 안보를 회복하기 위하여 필요한 지원을 대한민국에 제공할 것을 권고한다.

## 같이 보기
- 유엔 안전 보장 이사회 결의 제82호
- 유엔 안전 보장 이사회 결의 제84호
- 6.25 전쟁